# Apanteles calixtomoragai
Apanteles calixtomoragai (лат.) — вид мелких наездников рода Apanteles из подсемейства Microgastrinae семейства бракониды (Braconidae). Обнаружены в Центральной Америке: Коста-Рика.

## Описание
Мелкого размера перепончатокрылые насекомые: длина тела около 4 мм, длина переднего крыла около 5 мм. Основная окраска коричневая и желтовато-красная. Коготки лапок гребенчатые. Соотношение длины и ширины птеростигмы: 3,6. Паразитируют на молевидных бабочках Milanion marciana из семейства Толстоголовки (Hesperiidae), собранных на двудольных растениях Annona papilionella.
Вид был впервые описан в 2014 году канадским энтомологом Хосе Фернандес-Триана (Jose L. Fernández-Triana; Department of Integrative Biology and the Biodiversity Institute of Ontario, Университет Гелфа, Гелф, Онтарио, Канада) и назван в честь биолога Каликсто Морага (Calixto Moraga; ACG Programa de Parataxónomos and Estación Biológica Pitilla)
.